# Shaun O'Brien
Shaun O'Brien (né le 31 mai 1969) est un coureur cycliste australien.

## Biographie
Il participe notamment aux Jeux olympiques d'été de 1992 à Barcelone en courant dans l'épreuve de la poursuite par équipes. Il remporte la médaille d'argent de la compétition aux côtés de Stuart O'Grady, Brett Aitken et Stephen McGlede.

## Palmarès

### Jeux olympiques
- Barcelone 1992
  -  Médaillé d'argent de la poursuite par équipes

### Championnats du monde amateurs
- Stuttgart 1991
  -  Médaillé de bronze de la poursuite par équipes amateurs

### Jeux du Commonwealth
- 1990
  -  Médaillé d'argent du 10 miles scratch
  -  Médaillé d'argent de la poursuite par équipes